# Trường ảnh Sâu Đầu tiên của Webb

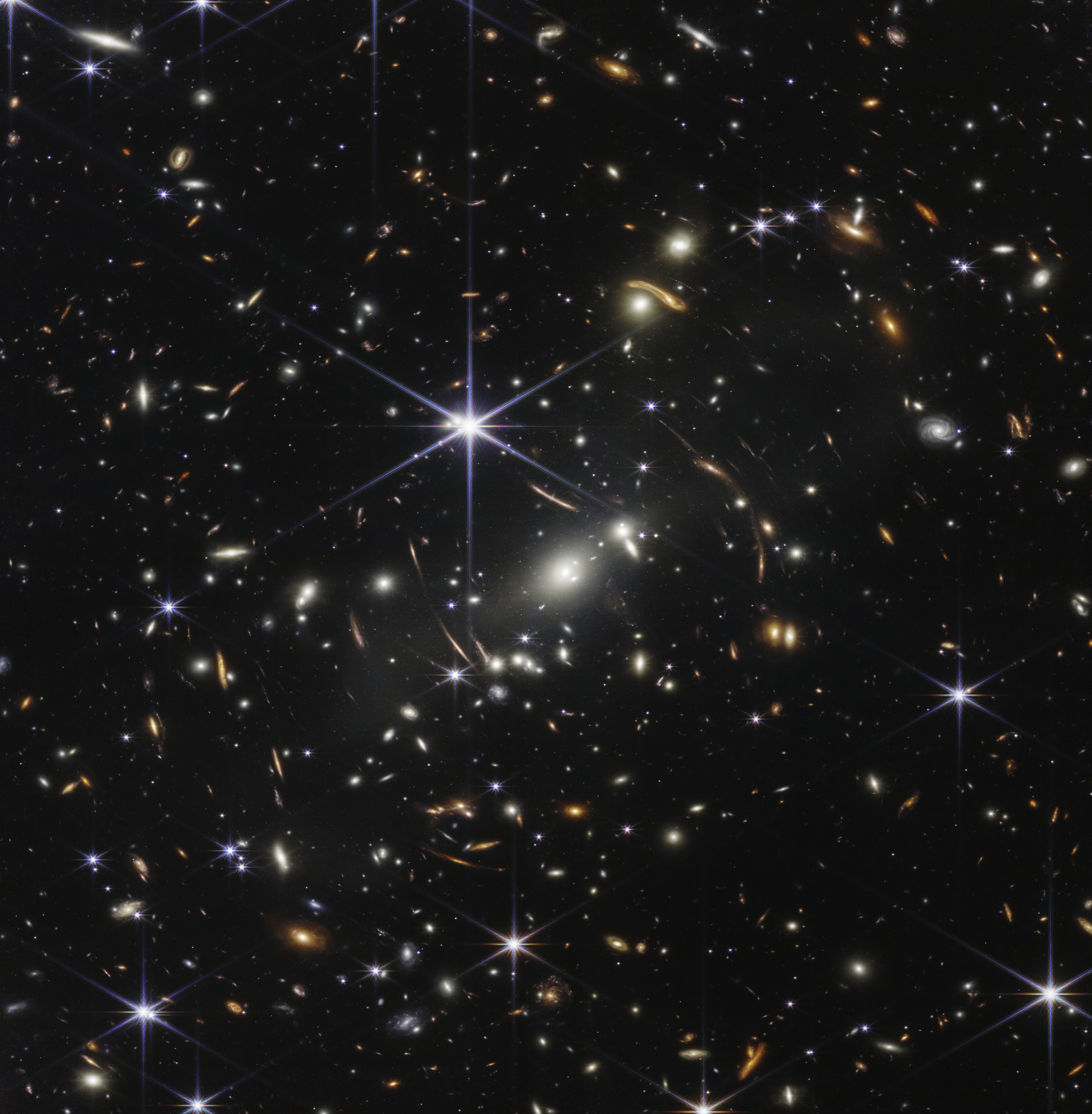
Trường ảnh Sâu Đầu tiên của Webb

Trường ảnh Sâu Đầu tiên của Webb (tiếng Anh: Webb's First Deep Field) hay còn được gọi là Vùng Sâu Đầu tiên của Webb là hình ảnh hoạt động đầu tiên được chụp bởi Kính thiên văn Không gian James Webb. Bức ảnh có trường ảnh sâu bao phủ một vùng trời nhỏ bé có thể nhìn thấy từ Nam Bán cầu và chính giữa của bức ảnh là SMACS 0723, một cụm thiên hà cách Trái Đất 4,6 tỷ năm ánh sáng trong chòm sao Phi Ngư. Có thể nhìn thấy hàng nghìn thiên hà trong bức ảnh, một số đó đã lên tới 13 tỷ năm tuổi. Đây cũng là hình ảnh có độ phân giải cao nhất về vũ trụ sơ khai từng được chụp. Bức ảnh được công bố với công chúng vào ngày 11 tháng 7 năm 2022, được chụp bởi Máy ảnh Cận Hồng ngoại (NIRCam) của kính thiên văn.

## Bối cảnh

Điểm Lagrange trong hệ Mặt trời-Trái đất (không chia tỷ lệ). Kính thiên văn quay quanh điểm L_{2}

Kính thiên văn Không gian James Webb là kính thiên văn không gian do NASA vận hành và được thiết kế chủ yếu để tiến hành các quan sát thiên văn học hồng ngoại. James Webb được phóng vào tháng 12 năm 2021 và đến vị trí quay xung quanh điểm Lagrange thứ hai của Mặt Trời-Trái Đất (L2) theo quỹ đạo halo, cách Trái Đất khoảng 1,5 triệu km vào tháng 1 năm 2022. Tại điểm L2, lực hấp dẫn của cả Mặt Trời và Trái Đất cân bằng với nhau, sự cân bằng này giữ cho chuyển động của kính thiên văn sẽ gần như đứng yên so với chuyển động của Mặt Trời và Trái Đất.
Trường ảnh Sâu Đầu tiên của Webb được chụp bởi Máy ảnh Cận Hồng ngoại (NIRCam) của kính thiên văn và là bức ảnh được ghép lại từ các bức ảnh ở các bước sóng khác nhau trong vùng cận hồng ngoại, được James Webb chụp trong 12,5 giờ phơi sáng. Bức ảnh đạt được độ sâu ở bước sóng hồng ngoại vượt qua cả bức ảnh có trường ảnh sâu nhất của Kính thiên văn Không gian Hubble, bức ảnh mà Hubble phải mất rất nhiều tuần để chụp.
SMACS 0723 là một cụm thiên hà có thể nhìn thấy từ Nam Bán cầu của Trái Đất, và thường được Hubble và các kính thiên văn khác kiểm tra để tìm kiếm quá khứ xa xôi.

## Kết quả khoa học
Hình ảnh cho thấy cụm thiên hà SMACS 0723 khi nó xuất hiện cách đây 4,6 tỷ năm, bao phủ một vùng trời có kích thước góc xấp xỉ bằng một hạt cát ở khoảng cách một sải tay. Nhiều thiên thể trong bức ảnnh đã trải qua dịch chuyển đỏ đáng chú ý do sự mở rộng của không gian qua khoảng cách cực xa của ánh sáng phát ra từ chúng truyền đi.
Khối lượng tổng hợp của cụm thiên hà hoạt động như một thấu kính hấp dẫn, phóng đại và làm sai lệch hình ảnh của các thiên hà xa hơn nhiều ở phía sau nó. NIRCam của Webb đưa các thiên hà xa xôi vào tiêu điểm rõ nét, để lộ những cấu trúc nhỏ bé, mờ nhạt chưa từng thấy trước đây, bao gồm các cụm sao và các đặc điểm khuếch tán.

### Gai nhiễu xạ trong bức ảnh

Vành ngoài gương của kính thiên văn Webb là một hình lục giác thô, thay vì vành tròn điển hình.

Sáu gai nhiễu xạ tạo ra từ vành gương cùng với hai gai nhiễu xạ ngang tạo ra bởi thanh chống, tổng cộng có tám gai nhiễu xạ. Màu sắc của gai tương ứng với màu của vành gương và màu của thanh chống

Sáu gai sáng và hai gai mờ xung quanh các nguồn sáng trong bức ảnh là nhiễu hình được tạo ra bởi những giới hạn vật lý của kính thiên văn. Sáu gai sáng là kết quả của nhiễu xạ từ các cạnh của gương.
Gương bao gồm 18 chiếc gương nhỏ riêng lẻ, mỗi chiếc có hình dạng của một hình lục giác đều. Kính thiên văn thường có một gương/thấu kính có vành hình tròn. Vành hình lục giác của mỗi gương nhỏ kết hợp với nhau tạo nên tấm gương lớn của kính thiên văn Webb, cũng đồng thời tạo ra sáu gai nhiễu xạ. Kính thiên văn có gương/thấu kính hình tròn không có gai như vậy (thay vì gai, nhiễu xạ từ các vành tròn tạo ra các vòng tròn đồng tâm được gọi là đĩa Airy).
Hai gai mờ bổ sung là kết quả của sự nhiễu xạ từ các thanh chống giữ gương phụ của kính thiên văn ở phía trước gương chính. Như thể hiện trong hình bên phải, nhiễu xạ từ ba thanh chống tạo ra sáu gai nhưng bốn trong số đó được thiết kế để đồng nhất với các gai được tạo ra từ nhiễu xạ gây ra bởi vành gương. Với thiết kế như vậy đã làm cho hai gai ngang mờ có thể nhìn thấy như trong ảnh.

## Ý nghĩa
Trường ảnh Sâu Đầu tiên của Webb là hình ảnh màu giả đầy đủ đầu tiên từ JWST và là hình ảnh hồng ngoại có độ phân giải cao nhất của vũ trụ chưa từng được chụp. Hình ảnh cho thấy hàng nghìn thiên hà trong một mảnh nhỏ của vũ trụ, với khả năng quan sát vùng cận hồng ngoại một cách sắc nét của Webb mang lại những cấu trúc mờ nhạt trong các thiên hà cực xa, mang đến cái nhìn chi tiết nhất về vũ trụ sơ khai cho đến nay. Hàng nghìn thiên hà, bao gồm những vật thể mờ nhạt nhất từng được quan sát trong vùng hồng ngoại, đã xuất hiện lần đầu tiên trong tầm quan sát của Webb.
Hình ảnh này lần đầu tiên được công bố với công chúng trong một sự kiện của Nhà Trắng vào ngày 11 tháng 7 năm 2022 bởi tổng thống Hoa Kỳ Joe Biden.

## So sánh với Kính thiên văn Không gian Hubble
Những hình ảnh sau đây là sự so sánh hình ảnh của cùng một cụm thiên hà được chụp bởi Kính thiên văn Không gian Hubble và Webb.